# Unione Democratica di Catalogna
L'Unione Democratica di Catalogna (in catalano Unió Democràtica de Catalunya, UDC o Unió) è stato un partito politico spagnolo nato a Barcellona il 7 novembre 1931.
Nonostante il partito fosse nazionalista catalano, non perseguiva esplicitamente l'obiettivo di raggiungere l'indipendenza della Catalogna. Assieme a Convergenza Democratica di Catalogna, faceva parte della coalizione denominata Convergenza e Unione.
Di matrice cristiano-democratica, faceva parte dell'Internazionale Democratica Centrista e al Parlamento europeo aderiva al Partito Popolare Europeo. Nel 2015 a seguito della discordia con la CDC in merito al processo per l'indipendenza della Catalogna, (L'UDC era infatti contrario a metodi anticostituzionali) cessò lo storico patto con il partito catalanista liberale. Nel 2017 anche a causa di problematiche economiche, il partito si è disciolto.

## Presidenti
- 1963–1988: Miquel Coll
- 1988–1990: Joan Rigol
- 1990–2016: Josep Antoni Duran

## Simboli

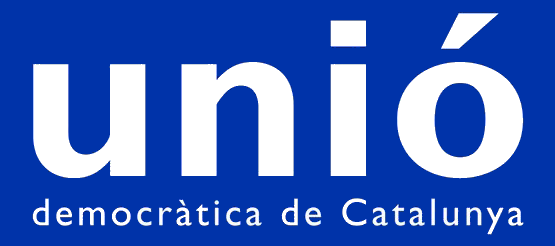
Simbolo fino al 2015
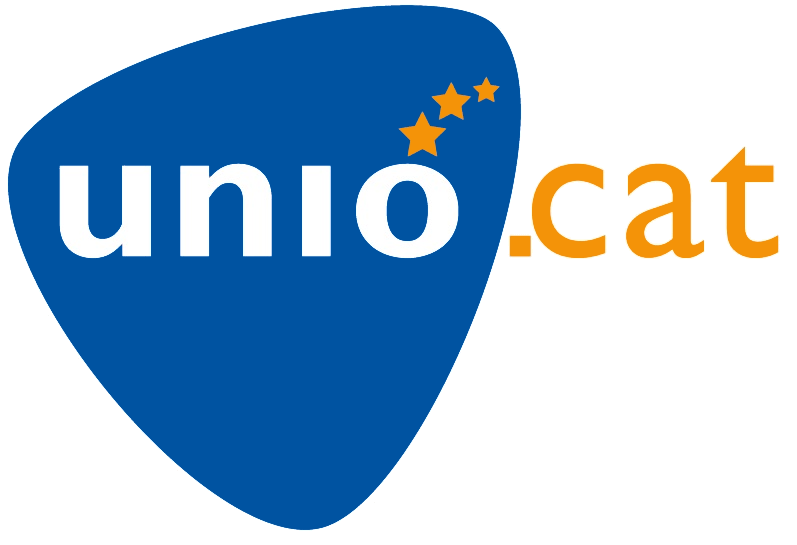
Simbolo dal 2015